# Tishomingo (Misisipi)
Tishomingo es un pueblo del Condado de Tishomingo, Misisipi, Estados Unidos. Según el censo de 2000 tenía una población de 316 habitantes y una densidad de población de 221.8 hab/km².

## Demografía
Según el censo de 2000, había 316 personas, 144 hogares y 87 familias residiendo en la localidad. La densidad de población era de 221,8 hab./km². Había 165 viviendas con una densidad media de 115,8 viviendas/km². El 97,15% de los habitantes eran blancos, el 1,90% afroamericanos, el 0,63% de otras razas y el 0,32% pertenecía a dos o más razas. El 1,27% de la población eran hispanos o latinos de cualquier raza.
Según el censo, de los 144 hogares en el 28,5% había menores de 18 años, el 48,6% pertenecía a parejas casadas, el 11,1% tenía a una mujer como cabeza de familia y el 38,9% no eran familias. El 36,8% de los hogares estaba compuesto por un único individuo y el 16,7% pertenecía a alguien mayor de 65 años viviendo solo. El tamaño promedio de los hogares era de 2,19 personas y el de las familias de 2,89.
La población estaba distribuida en un 23,7% de habitantes menores de 18 años, un 7,6% entre 18 y 24 años, un 26,6% de 25 a 44, un 21,2% de 45 a 64 y un 20,9% de 65 años o mayores. La media de edad era 40 años. Por cada 100 mujeres había 73,6 hombres. Por cada 100 mujeres de 18 años o más, había 74,6 hombres.
Los ingresos medios por hogar en la localidad eran de 19.044 dólares ($) y los ingresos medios por familia eran 31.250 $. Los hombres tenían unos ingresos medios de 26.250 $ frente a los 14.107 $ para las mujeres. La renta per cápita para la ciudad era de 18.480 $. El 20,9% de la población y el 16,5% de las familias estaban por debajo del umbral de pobreza. El 18,9% de los menores de 18 años y el 27,3% de los habitantes de 65 años o más vivían por debajo del umbral de pobreza.

## Geografía
Según la Oficina del Censo de los Estados Unidos, la localidad tiene un área total de 1,4 km², todos ellos correspondientes a tierra firme.